# Красен-Дол
Красен-Дол (болг. Красен дол) — село в Болгарии. Находится в Шуменской области, входит в общину Никола-Козлево. Население составляет 138 человек.

## Политическая ситуация
Красен-Дол подчиняется непосредственно общине и не имеет своего кмета.
Кмет (мэр) общины Никола-Козлево — Турхан Фахредин Каракаш Движение за права и свободы (ДПС)) по результатам выборов в правление общины.